# Fritz Goro
Fritz Goro (rojen kot Fritz Goreau), ameriški izumitelj makrofotografije in fotograf; *1901, Bremen, Nemčija, † 14. december 1986, Chappaqua, New York, ZDA.

## Življenjepis
Fritz Goro je bil rojen leta 1901 v Bremnu v Nemčiji. Goro je bil pri 30-ih letih fotoreporter in urednik časopisa 'München Illustrated', ki je izhajal tedensko. Ko so nacisti prevzeli časopis leta 1933, je z ženo Grete, ki je bila kiparka, pobegnil iz Nemčije. V Združene države Amerike sta prispela leta 1936, leto kasneje je začel Goro delati za revijo Life. Za to revijo je nadaljnjih 27 let prispeval znanstvene fotografske eseje in postal specialist za znanstvene in medicinske posnetke. Potoval je po vsem svetu. Menjaval je okolja od skrajno mrzlega do žgoče vročega, vendar je najbolj pogosto fotografiral v nadzorovanem, hladnem prostoru laboratorija ali studia, kjer je posnel svoje najbolj osupljive in revolucionarne fotografije. Fotografiral je številne znanstvene dosežke in odkritja, vključno z izdelavo penicilina in ločevanjem izotopov urana in plutonija, ki sta sestavljala atomsko bombo. Umrl je v svojem newyorškem domu zaradi raka.

## Dosežki
Fritz Goro je bil izumitelj makrofotografije. Svoj cilj je videl kot »Narediti svet, ki leži med prostim očesom in mikroskopom, viden.« Za dosego tega cilja je zasnoval optične sisteme za zajemanje vsega od bioluminiscence do mehanizmov za krvni obtok živih organizmov.
Delati znanost dojemljivo skozi fotografije je zelo težko. Če je potrebno, da so fotografije še lepe, je že skoraj nemogoče. Kljub temu je Goru uspevalo, kar mu je prineslo lovoriko enega največjih naravoslovnih fotografov 20. stoletja. O sebi je rad povedal, da je pridobil svoje strokovno znanje in ime, deloma zaradi lastne nevednosti, saj je fotografiral objekte, ki bi jih bolj izkušeni fotografi označili kot nezmožne fotografiranja. »Začel sem fotografirati stvari, ki sem komaj razumel, z uporabo tehnik, ki jih še nikoli nisem uporabil.«